# Sincizio
In citologia, si definisce sincizio la fusione di due o più cellule tra loro, con la formazione di una sola cellula multinucleata. Più nel dettaglio, una cellula multinucleata è chiamata sincizio vero (caso tipico del muscolo striato scheletrico).
In alcuni casi, come a livello delle cellule muscolari del miocardio, le singole cellule mantengono la loro individualità, non si fondono tra loro come nel caso precedente, ma presentano tra loro connessioni di tipo funzionale (attraverso canali ionici), che rende l'intero tessuto, di fatto, un sincizio. In tal caso si parla di sincizio funzionale.
Un altro esempio di sincizi sono i macrofagi polinucleati che derivano dalla fusione di macrofagi mononucleati (macrofago). Un tipo particolare di macrofagi polinucleati sono gli osteoclasti (cellule deputate alla erosione della matrice ossea, durante il processo di riassorbimento dell'osso che avviene nell'ambito del rinnovo e della genesi dell'osso) che derivano dalla fusione di monociti-macrofagi, in presenza di osteoblasti (un altro tipo di cellula dell'osso).
Un'ulteriore tipologia di sincizio viene a formarsi nella differenziazione delle cellule trofoblastiche dell'embrione, nelle prime fasi dello sviluppo (sinciziotrofoblasto). 
Negli archeplastidi, cioè il regno che comprende clorofite (cioè le "alghe verdi", comprese le "piante"), rodofite ("alghe rosse") e glaucofite, molte specie formano grandi colonie complesse (cioè l'individuo sessuale, come una singola pianta, ad esempio) formate però da poche cellule. Questo perché ci sono numerosi ponti citoplasmatici, i plasmodesmi, tra le cellule (che quindi sarebbe più corretto definire "distretti cellulari" e non cellule). Non si può parlare, però, di vero e proprio sincizio, dato che queste poche enormi cellule polinucleate che formano una pianta non si formano solo per fusione (formazione di plasmodesmi tra due cellule o "distretti cellulari" separati) ma anche per mancata citodieresi in un determinato punto, ergo si parla più propriamente di simplasto, ed ognuna di queste poche enormi cellule che compongono una pianta corrispondono ad un campo simplastico, il quale è in continuo mutamento (un pino è formato da poche grandi cellule, ma sempre diverse).